# Riserva di vita selvatica Ríos Blanco y Negro
La riserva di vita selvatica Ríos Blanco y Negro è un'area protetta situata nel nord-est della Bolivia, nelle province di Ñuflo de Chávez, di Guarayos, e nel dipartimento di Santa Cruz.

## Ubicazione
La riserva di vita selvatica Ríos Blanco y Negro è un'area protetta dipartimentale localizzata nel nord del dipartimento di Santa Cruz, nelle province di Ñuflo de Chávez e Guarayos e in parte dei comuni di Concepción, Ascensión de Guarayos e di Urubichá.

## Superficie
La riserva ha una superficie di 1 400 000 ettari e rientra nella categoria di "Riserva di vita selvatica", che, secondo il Regolamento generale delle Aree Protette, «ha il fine di proteggere, gestire e utilizzare sostenibilmente la vita selvatica».

## Attività
Nelle prossimità dell'area protetta vivono i popoli indigeni Guarayo e Chiquitano, che praticano distinte attività tradizionali come la raccolta di frutti di bosco, la pesca, la caccia di sussistenza e l'agricoltura. I prodotti sono commercializzati sul mercato locale.

## Obiettivo della creazione
La Riserva fu creata il 10 agosto del 1990 attraverso la Risoluzione Ministeriale 139/90, con l'obiettivo di "preservare la diversità biologica e promuovere l'uso sostenibile delle risorse naturali in forma ecologica ed economicamente sostenibile".

## Caratteristiche ecologiche
La Riserva si trova in un luogo di transizione tra il Bosco Seco Chiquitano e l'Amazzonia con elementi di entrambe le regioni ed è quindi molto importante per la sua biodiversità. I fiumi San Pablo e Blanco sono molto ricchi di nutrimento e provocano inondazioni stagionali nelle aree più prossime alla pianura, formando i cosiddetti “boschi di Várzea”, che sono importanti come regolatori degli aumenti e delle diminuzioni dell'acqua.
Da questi boschi si estrae legna per la costruzione, resine, fibre, frutti e piante medicinali che sono di alta importanza per la popolazione locale e per gli animali, come tra gli altri la palma di marayaú (Bactris major), la chontilla (Bactris dahgreniana), il turo (Ampularia), la mara (Swietenia macrophylla) o il cusi (Orbignya phalerata).
Attualmente nella riserva esiste una silvicoltura realizzata per concessioni forestali e imprese private.
La dinamica naturale delle inondazioni nella zona della riserva è fondamentale per il mantenimento delle zone umide di Baures e Magdalena nel dipartimento del Beni, nel nord della Bolivia.

## Minacce
Le principali minacce all'integrità della Riserva sono:
- lo sfruttamento illegale della foresta;
- la caccia e la pesca indiscriminata;
- l'avanzamento della frontiera agricola in terre a vocazione forestale.

Queste attività provocano il degrado della struttura boschiva, generando la perdita di specie di flora e fauna.
Ciò nonostante, esistono zone che si trovano in buono stato di conservazione. È così che il Governo Dipartimentale Autonomo di Santa Cruz, insieme ai comuni di Urubichá, Ascensión de Guarayos e Concepción e ai Popoli Indigeni Guarayo e Chiquitano, e la Fondazione Amici della Natura, ha dato inizio ad alcune azioni strategiche per gestire l'area protetta. Come risultato si conta un Piano di Inizio di Gestione che definisce le azioni prioritarie da realizzare.
Pertanto, nella riserva lavorano giorno per giorno guardaparchi e tecnici allo scopo di conservare questo territorio di alta biodiversità dell'Amazzonia boliviana.